# Themus kinabaluensis
Themus kinabaluensis es una especie de coleóptero de la familia Cantharidae.

## Distribución geográfica
Habita en Malasia.